# عابدين (إدلب)
عابدين قرية سورية تتبع ناحية خان شيخون في منطقة معرة النعمان في محافظة إدلب. بلغ عدد سكانها 1264 نسمة في عام 2004 حسب إحصاء المكتب المركزي للإحصاء.